# 龚睿那
龚睿那（1981年1月23日—），原名龚睿娜，湖南安化人，中國羽毛球運動員。
龚睿那8岁进入有“羽毛球摇篮”之称的安化市业余体校，开始了自己的羽毛球生涯。1992年进湖南省队，1996年5月进国家二队，1998年进国家一队。在竞争激烈的女子单打比赛中，成绩突出。
2005年，在接连无缘苏迪曼杯和世锦赛之后，龚睿那萌生退意。2005年11月13日，在广州天河体育中心正式宣告退役。

## 個人生活
龚睿那原名龚睿娜，在进入国家队后，父母認為她的球风太女孩子气，就把名字中的「娜」字改成「那」字。

## 主要比賽成績
只列出曾進入準決賽的國際賽事成績：
| 年份   | 賽事             | 項目     | 成績 |
| ------ | ---------------- | -------- | ---- |
| 2004年 | 全英羽毛球公開賽 | 女子單打 | 冠軍 |

- 2001年世锦赛女单冠军
- 2001年全英公开赛女单冠军
- 2001年马来西亚公开赛女单冠军
- 2001年国际羽毛球超级大奖赛女单亚军
- 2002年中国公开赛女单冠军
- 2002年新加坡公开赛女单冠军
- 2003年世界锦标赛亚军
- 2003年丹麦公开赛冠军
- 2004年瑞士公开赛冠军
- 2004年尤伯杯冠军成员

### 奧運會和世錦賽參賽紀錄
|          | 2001 | 2003 | 2004   |
| -------- | ---- | ---- | ------ |
| 女子單打 | 冠軍 | 亞軍 | 第四名 |